# Na ústa ne
Na ústa ne (v originále Pas sur la bouche) je francouzsko-švýcarský filmový muzikál z roku 2003, který režíroval Alain Resnais podle stejnojmenné operety André Bardeho a Maurice Yvaina z roku 1925. Jde o druhé filmové zpracování této operety. Snímek měl světovou premiéru 3. prosince 2003.

## Děj
Gilberte se během svého pobytu ve Spojených státech provdala za Američana Erica Thomsona. Jejich manželství se rozpadlo, ale protože nebylo legalizováno francouzským konzulem, ve skutečnosti není uznáno. Po návratu do Paříže se Gilberte provdá za Georgese Valandraye, bohatého metalurga.
Celou minulost zná pouze Gilbertina sestra Arlette Poumaillac. Čirou náhodou Georges Valandray vstoupí do obchodních vztahů s tímto Ericem Thomsonem a spřátelí se s ním, což znamená pro Gilberte komplikace.

## Obsazení
| Sabine Azéma     | Gilberte Valandray |
| Pierre Arditi    | Georges Valandray  |
| Audrey Tautou    | Huguette Verberie  |
| Isabelle Nanty   | Arlette Poumaillac |
| Lambert Wilson   | Eric Thomson       |
| Jalil Lespert    | Charley            |
| Daniel Prévost   | Faradel            |
| Darry Cowl       | domovník Foin      |
| Nina Weissenberg | Juliette, služebná |

## Ocenění
- César: nejlepší kostýmy (Jackie Budin), nejlepší herec ve vedlejší roli (Darry Cowl), nejlepší zvuk (Jean-Marie Blondel, Gérard Hardy a Gérard Lamps)
- Étoile d'or du cinéma français